# Dorstenia drakena
Dorstenia drakena es una especie herbácea de la familia Moraceae, originaria de México, Centroamérica y Sudamérica. 

## Descripción
Son plantas acaulescentes, con rizomas erectos, que alcanzan un tamaño de hasta 25 mm de grueso. Hojas sagitadas a profundamente 3–9-pinnatilobadas, de 7–27 cm de largo y 6–20 cm de ancho, ápice agudo a acuminado, base profundamente lobada, mayormente decurrente sobre el pecíolo, margen dentado a casi entero, escasamente híspidas en la haz, uncinado-puberulentas en el envés, especialmente en los nervios; pecíolos 8–21 cm de largo, puberulentos o uncinado-puberulentos, estípulas 2–4 mm de largo. Pedúnculos 6–27 cm de largo; receptáculo circular a ovado, liso, a veces ligeramente cóncavo distalmente, 8–48 mm de ancho, margen verde.

## Distribución y hábitat
Es una especie común que se encuentra  en los bosques secos de la zona pacífica; a una altitud de 0–300 (–800) metros de México a Costa Rica y el norte de Sudamérica.

## Propiedades
Se le usa en el estado de Guerrero para aliviar los granos, en este caso el camotito se hierve y con el agua resultante se hacen lavados por las noches durante un mes. Para aprovechar sus atributos medicinales después del parto, se hierve la hoja y se dan lavados por las noches durante un mes, pero se recomienda no comer chile ni carne de puerco. En el estado de Sonora se emplea la raíz para controlar la fiebre.
Historia.
Francisco Hernández de Toledo, en el siglo XVI relata: el jugo o el licor destilado, tornado en la cantidad que se quiera, mitiga los ardores de las fiebres, picaduras venenosas principalmente la de los escorpiones, hace las veces de preventivo y antídoto excelente, sobre todo si también la raíz misma es machacada y se aplica en forma de cataplasma o en plasta. Agrega, quita el ardor de los riñones, mitiga las inflamaciones de la garganta y los dolores de pecho, disminuye la acidez de la orina, excita el apetito y es remedio de todas las enfermedades de cualquier modo que se emplee.
En el siglo XX, Alfonso Herrera Fernández en su obra comenta: es un estimulante tónico y diaforético en las fiebres, disentería, tifoidea y diarrea.

## Taxonomía
Dorstenia drakena fue descrita por Carlos Linneo y publicado en Systema Naturae, Editio Decima 899. 1759.
Sinonimia
- Dorstenia crispata S.Watson
- Dorstenia mexicana Benth.
- Dorstenia ovalis Stokes[3]

## Nombres comunes
- flor de gallito,[2] tuzpatli[4]